# Lin Qingfeng
Lin Qingfeng (chiń. 林清峰; ur. 26 stycznia 1989 w Fujian) – chiński sztangista, mistrz olimpijski.
Jego największym sukcesem jest złoty medal igrzysk olimpijskich w Londynie w 2012 roku w kategorii do 69 kilogramów. Zaliczył on wówczas 344 kg (157 kg w rwaniu i 187 kg w podrzucie). Rok wcześniej w tej samej kategorii z wynikiem 328 kg został mistrzem Azji.